# Tanjung Baru (Sosa)
Tanjung Baru is een bestuurslaag in het regentschap Padang Lawas van de provincie Noord-Sumatra, Indonesië. Tanjung Baru telt 991 inwoners (volkstelling 2010).